# Serapion (Dunaj)
Serapion, imię świeckie Igor Sawwowicz Dunaj (ur. 2 października 1967 w Kiszyniowie) – rosyjski biskup prawosławny.

## Życiorys
Pochodzi z rodziny robotniczej. Ukończył technikum budowlane w Kiszyniowie, następnie w latach 1986–1988 odbywał zasadniczą służbę wojskową. Po jej zakończeniu został zatrudniony w zarządzie eparchii kiszyniowskiej, był również hipodiakonem metropolity kiszyniowskiego i całej Mołdawii Serapiona. Tenże hierarcha 10 listopada 1988 wyświęcił go na diakona. Święceń kapłańskich udzielił mu również metropolita Serapion 25 lutego 1989, kierując go równocześnie do pracy duszpasterskiej w monasterze Căpriana. 14 maja tego samego roku ks. Igor Dunaj został postrzyżony na mnicha, również przez metropolitę Serapiona, z imieniem zakonnym Serapion. W czerwcu natomiast otrzymał godność igumena.
W lipcu 1989, gdy metropolita Serapion został przeniesiony do eparchii tulskiej, ihumen Serapion wyjechał do Tuły razem z nim. W listopadzie tego samego roku otrzymał godność archimandryty. Służył w cerkwi Ikony Matki Bożej „Poszukiwanie Zaginionych” w Tule, a następnie w cerkwi Przemienienia Pańskiego w Dońskim (do 2001). W 1995 w trybie zaocznym ukończył studia teologicznym. W 2004 ukończył natomiast studia prawnicze na Tulskim Uniwersytecie Państwowym.
W 2001 przeszedł do służby duszpasterskiej w eparchii woroneskiej. Przez rok posługiwał w cerkwi św. Mikołaja w Ziemlańsku, od 2002 do 2003 był proboszczem parafii św. Aleksandra Newskiego w Rossoszy, zaś września do października 2003 – cerkwi Kazańskiej Ikony Matki Bożej w Dawydowce. W 2003 został przeniesiony do eparchii astańskiej. Do kwietnia 2004 był proboszczem parafii Opieki Matki Bożej w Jesiku, następnie kierował parafią Świętych Konstantyna i Heleny w Astanie i od grudnia 2004 do marca 2010 – parafią przy soborze Zaśnięcia Matki Bożej w Astanie, równocześnie kierując w latach 2006–2010 parafią św. Mikołaja w Małotimofiejewce. W 2009 był delegatem eparchii astańskiej na Sobór Lokalny Rosyjskiego Kościoła Prawosławnego.
Od marca do lipca 2010 służył w eparchii permskiej jako proboszcz parafii przy katedralnym soborze Trójcy Świętej w Permie. Następnie wrócił do eparchii astańskiej i do 2013 służył w parafii Objawienia Pańskiego w Ałmaty. Od 2013 do 2014 był proboszczem soboru Zaśnięcia Matki Bożej w Noworosyjsku (eparchia noworosyjska). W 2014 wszedł w skład miejskiej Izby Społecznej Noworosyjska. W tym samym roku został proboszczem parafii Ikony Matki Bożej „Miłująca” w Anapie.
5 maja 2015 został nominowany na pierwszego ordynariusza eparchii bijskiej. Jego chirotonia biskupia odbyła się 28 czerwca tego samego roku pod przewodnictwem patriarchy moskiewskiego i całej Rusi Cyryla. W 2018 r. został przeniesiony do eparchii barnaułskiej jako jej biskup pomocniczy z tytułem biskupa zarinskiego.